# Zóna úderu
Zóna úderu je kniha Petera Davida z žánru science-fiction z fiktivního světa Star Trek. Svými postavami i dějem náleží k televiznímu seriálu Star Trek: Nová generace. Originál knihy, z něhož byl pořízen český překlad, má anglický název Zone Strike a pochází z roku 1989.

## Obsah
Místem děje je kosmická loď Enterprise cestující vesmírem v 24. století. Na její palubě žije tisíc lidí. Kapitánem lodi je Jean-Luc Picard, pomáhají mu na velitelském můstku první důstojník William Riker, android Dat, lodní poradkyně Deanna Troi, slepý poručík šéfinženýr Geordi La Forge, šéf bezpečnosti Worf z Klingonu a tentokrát má jednu z hlavních rolí v příběhu i Wesley Crusher.
Oproti Federaci a Klingonům byla civilizace Kreeolů primitivnější, stejně jako Klingoni to byli tvrdí válečníci, s nimi permanentně v šarvátkách. Náhodou na zdánlivě pusté planetě DQN 1196 naleznou řadu zbraní a náhodou se jim podaří jednu z nich zprovoznit. S ní zaútočí na Klingony a ti zjišťují, že podceňovaný nepřítel je teď velice nebezpečný. Do sporu se vloží s diplomatickou misí Enterprise nedlouho poté, co zbraň Kreelům zcizí z jejich lodě. Na Enterprise se později nalodí delegace obou stran a pod dozorem všichni letí k planetě, kde jsou zbraně zřejmě na vyšší úrovni, než všichni znají. Po cestě dojde k řadě šarvátek nesmiřitelných ras, problémů i usmrcení. Výsadek Enterprise na planetě je podroben zkoumání neznámou inteligencí, vrácen na loď, s Picardem se ona síla schopná tvarovat i souhvězdí rozloučí a zmizí i s planetou, kterou vytvořila k testování. Všichni se vrací domů.

## České vydání knihy
Do češtiny knihu přeložil Jakub Hegenbart v roce 2001 a vydalo ji nakladatelství Laser-books z Plzně. Je to drobná brožura s tmavou obálkou, na titulní straně mimo titulek označená číslicí 5 (pátá v řadě) a doplněná portréty Picarda, Worfa a Wesleyho. Stála 99 Kč.